# Ockragul buskmätare
Ockragul buskmätare, Macaria brunneata, är en fjärilsart som först beskrevs av Carl Peter Thunberg 1784.  Ockragul buskmätare ingår i släktet Macaria, och familjen mätare. Arten är reproducerande i Sverige.

## Bildgalleri

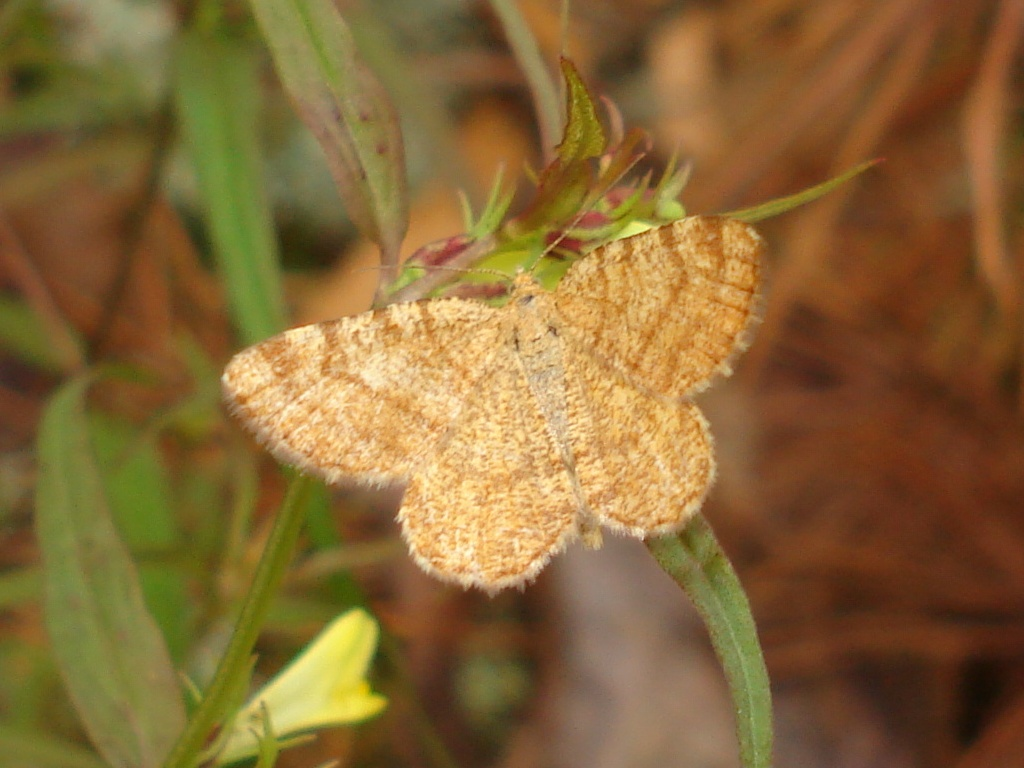
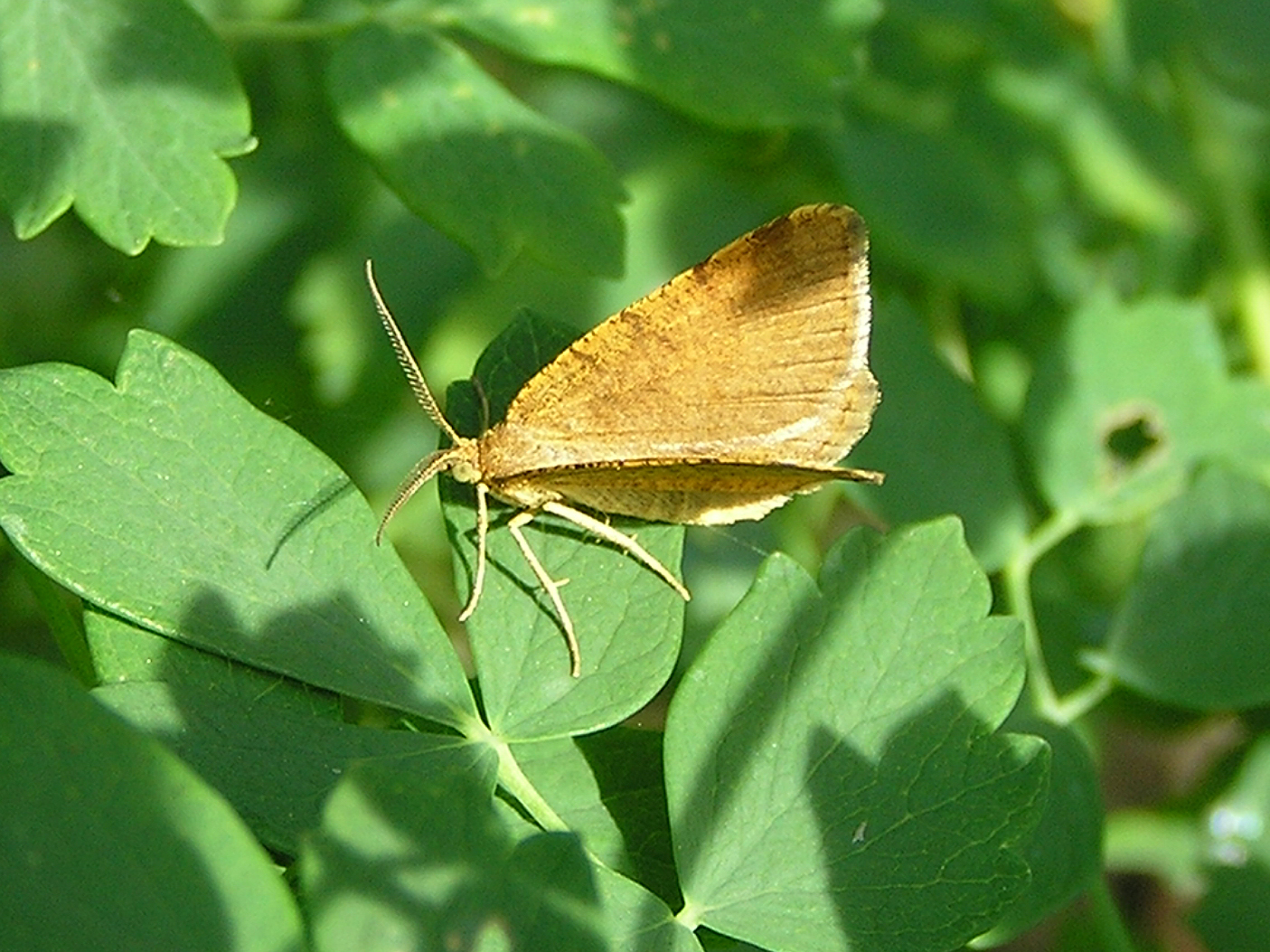
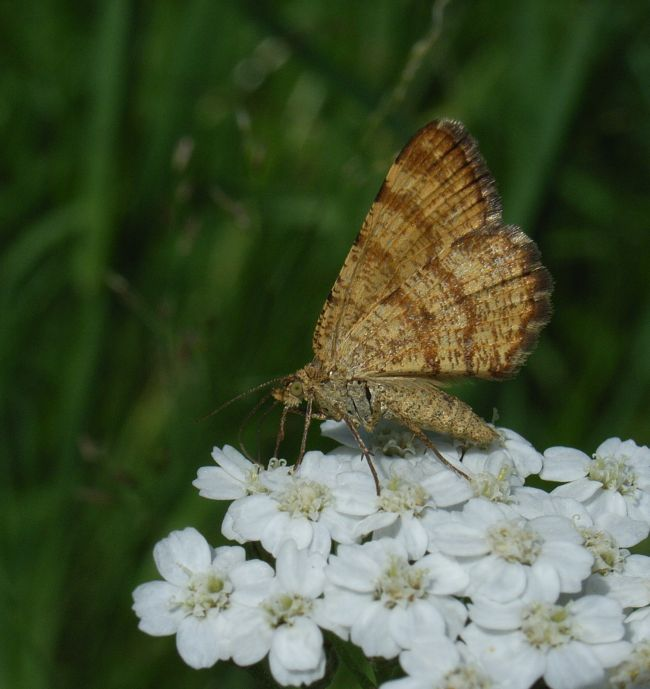
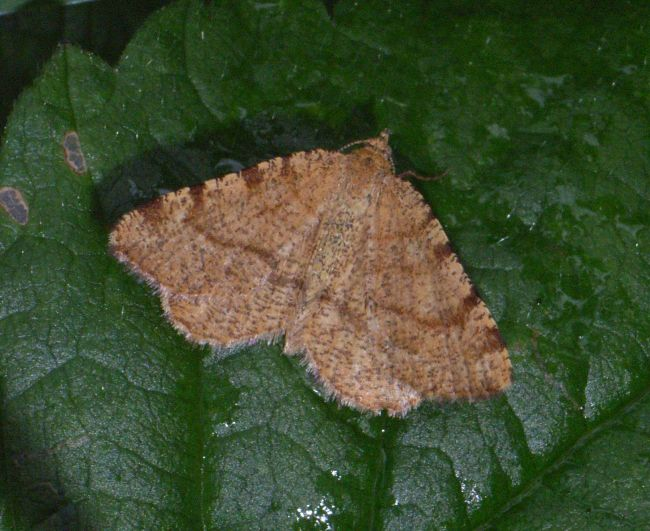
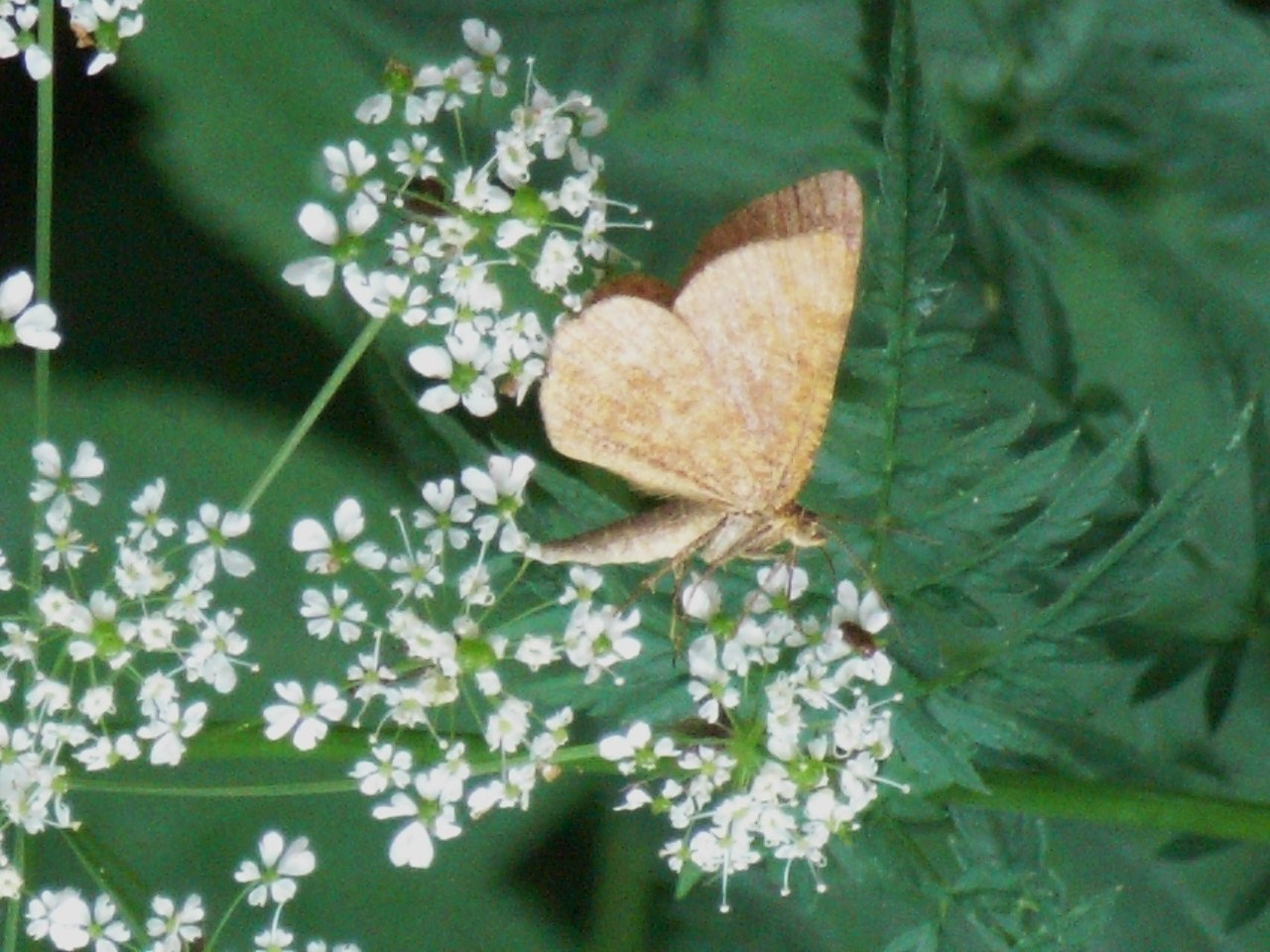